# Подбређе
Подбређе (мкд. Подбреге) је насеље у Северној Македонији, у северном делу државе. Подбређе припада општини Јегуновце.

## Географија
Насеље Подбређе је смештено у северном делу Северне Македоније. Од најближег већег града, Тетова, насеље је удаљено 18 km североисточно.
Подбређе се налази у доњем делу историјске области Полог. Насеље је положено у северном делу Полошког поља. Око насеља пружа се поље, а источно се издиже Жеден планина. Вардар протиче источно од насеља. Надморска висина насеља је приближно 390 метара.
Клима у насељу је умерено континентална. 

## Становништво
Подбређе је према последњем попису из 2021. године имало 199 становника.
Већинска вероисповест је православље.
| Национални састав према попису из 2021.‍ | Национални састав према попису из 2021.‍ | Национални састав према попису из 2021.‍ | Национални састав према попису из 2021.‍ | Национални састав према попису из 2021.‍ |
| --------------------------------------- | --------------------------------------- | --------------------------------------- | --------------------------------------- | --------------------------------------- |
|                                         |                                         |                                         |                                         |                                         |
| Македонци                               | Македонци                               |                                         | 171                                     | 85,9%                                   |
| Роми                                    | Роми                                    |                                         | 11                                      | 5,5%                                    |
| Срби                                    | Срби                                    |                                         | 10                                      | 5%                                      |